# Kwiatoniów
Kwiatoniów (niem. Blümsdorf)– wieś w Polsce położona w województwie opolskim, w powiecie głubczyckim, w gminie Głubczyce.
Dawniej PGR, do 1954 w granicach Głubczyc.
Leży na terenie Nadleśnictwa Prudnik (obręb Prudnik).